# Lijst van voetbalinterlands Algerije - Tunesië
Deze lijst van voetbalinterlands is een overzicht van alle officiële voetbalwedstrijden tussen de nationale teams van Algerije en Tunesië. De landen hebben tot op heden 46 keer tegen elkaar gespeeld. De eerste ontmoeting was een vriendschappelijke wedstrijd in Tunis op 15 december 1963. Het laatste duel, eveneens een vriendschappelijke wedstrijd, werd gespeeld op 20 juni 2023 in Annaba.

## Wedstrijden
| №  | Plaats      | Datum             | Competitie                          | Wedstrijd          | Uitslag |
| -- | ----------- | ----------------- | ----------------------------------- | ------------------ | ------- |
| 1  | Tunis       | 15 december 1963  | Vriendschappelijk                   | Tunesië − Algerije | 0 − 0   |
| 2  | Algiers     | 27 december 1964  | Afrikaanse Spelen 1965 kwalificatie | Algerije − Tunesië | 1 − 0   |
| 3  | Tunis       | 14 maart 1965     | Afrikaanse Spelen 1965 kwalificatie | Tunesië − Algerije | 0 − 0   |
| 4  | Algiers     | 17 november 1968  | WK 1970 kwalificatie                | Algerije − Tunesië | 1 − 2   |
| 5  | Radès       | 29 december 1968  | WK 1970 kwalificatie                | Tunesië − Algerije | 0 − 0   |
| 6  | Tunis       | 5 juni 1972       | Vriendschappelijk                   | Tunesië − Algerije | 3 − 1   |
| 7  | Tunis       | 16 november 1972  | Vriendschappelijk                   | Tunesië − Algerije | 1 − 2   |
| 8  | Casablanca  | 12 mei 1973       | Vriendschappelijk                   | Algerije − Tunesië | 2 − 1   |
| 9  | Algiers     | 11 mei 1974       | Vriendschappelijk                   | Algerije − Tunesië | 1 − 2   |
| 10 | Tunis       | 25 maart 1975     | Afrika Cup 1976 kwalificatie        | Tunesië − Algerije | 1 − 1   |
| 11 | Oran        | 6 april 1975      | Afrika Cup 1976 kwalificatie        | Algerije − Tunesië | 1 − 2   |
| 12 | Tunis       | 4 november 1976   | Vriendschappelijk                   | Tunesië − Algerije | 3 − 0   |
| 13 | Radès       | 6 februari 1977   | WK 1978 kwalificatie                | Tunesië − Algerije | 2 − 0   |
| 14 | Algiers     | 28 februari 1977  | WK 1978 kwalificatie                | Algerije − Tunesië | 1 − 1   |
| 15 | Split       | 23 september 1979 | Vriendschappelijk                   | Algerije − Tunesië | 1 − 1   |
| 16 | Tunis       | 7 februari 1982   | Vriendschappelijk                   | Tunesië − Algerije | 0 − 1   |
| 17 | Tunis       | 19 december 1982  | Vriendschappelijk                   | Tunesië − Algerije | 0 − 1   |
| 18 | El Jadida   | 11 september 1983 | Vriendschappelijk                   | Tunesië − Algerije | 3 − 2   |
| 19 | Abidjan     | 30 december 1984  | Vriendschappelijk                   | Algerije − Tunesië | 3 − 1   |
| 20 | Radès       | 1 mei 1985        | Vriendschappelijk                   | Tunesië − Algerije | 1 − 0   |
| 21 | Radès       | 6 oktober 1985    | WK 1986 kwalificatie                | Tunesië − Algerije | 1 − 4   |
| 22 | Algiers     | 18 oktober 1985   | WK 1986 kwalificatie                | Algerije − Tunesië | 3 − 0   |
| 23 | Algiers     | 27 maart 1987     | Afrika Cup 1988 kwalificatie        | Algerije − Tunesië | 1 − 0   |
| 24 | Radès       | 12 april 1987     | Afrika Cup 1988 kwalificatie        | Tunesië − Algerije | 1 − 1   |
| 25 | Radès       | 5 november 1988   | Vriendschappelijk                   | Tunesië − Algerije | 1 − 0   |
| 26 | Algiers     | 4 april 1989      | Vriendschappelijk                   | Algerije − Tunesië | 2 − 0   |
| 27 | Radès       | 1 november 1989   | Vriendschappelijk                   | Tunesië − Algerije | 0 − 0   |
| 28 | Annaba      | 5 maart 1991      | Vriendschappelijk                   | Algerije − Tunesië | 2 − 1   |
| 29 | Radès       | 7 april 1991      | Vriendschappelijk                   | Tunesië − Algerije | 0 − 0   |
| 30 | Radès       | 23 september 1992 | Vriendschappelijk                   | Tunesië − Algerije | 1 − 1   |
| 31 | Sfax        | 16 december 1994  | Vriendschappelijk                   | Tunesië − Algerije | 1 − 0   |
| 32 | Algiers     | 22 juli 1995      | Vriendschappelijk                   | Algerije − Tunesië | 2 − 1   |
| 33 | Radès       | 5 november 1995   | Vriendschappelijk                   | Tunesië − Algerije | 2 − 0   |
| 34 | Sfax        | 4 januari 1997    | Vriendschappelijk                   | Tunesië − Algerije | 0 − 0   |
| 35 | Radès       | 31 mei 1997       | Vriendschappelijk                   | Tunesië − Algerije | 0 − 1   |
| 36 | Algiers     | 22 januari 1999   | Afrika Cup 2000 kwalificatie        | Algerije − Tunesië | 0 − 1   |
| 37 | Radès       | 6 juni 1999       | Afrika Cup 2000 kwalificatie        | Tunesië − Algerije | 2 − 0   |
| 38 | Tunis       | 28 juni 2000      | Vriendschappelijk                   | Tunesië − Algerije | 2 − 2   |
| 39 | Algiers     | 12 november 2011  | Vriendschappelijk                   | Algerije − Tunesië | 1 − 0   |
| 40 | Rustenburg  | 22 januari 2013   | Afrika Cup 2013                     | Tunesië − Algerije | 1 − 0   |
| 41 | Radès       | 11 januari 2015   | Vriendschappelijk                   | Tunesië − Algerije | 1 − 1   |
| 42 | Franceville | 19 januari 2017   | Afrika Cup 2017                     | Algerije − Tunesië | 1 − 2   |
| 43 | Blida       | 26 maart 2019     | Vriendschappelijk                   | Algerije − Tunesië | 1 − 0   |
| 44 | Radès       | 11 juni 2021      | Vriendschappelijk                   | Tunesië − Algerije | 0 − 2   |
| 45 | Doha        | 18 december 2021  | FIFA Arab Cup 2021                  | Tunesië − Algerije | 0 − 2   |
| 46 | Annaba      | 20 juni 2023      | Vriendschappelijk                   | Algerije − Tunesië | 1 − 1   |

## Samenvatting
| Competitie              | Totaal gespeeld | Winst Algerije | Gelijk | Winst Tunesië | Doelsaldo Algerije – Tunesië |
| ----------------------- | --------------- | -------------- | ------ | ------------- | ---------------------------- |
| WK-kwalificatie         | 6               | 2              | 2      | 2             | 9 − 6                        |
| Afrika Cup              | 2               | 0              | 0      | 2             | 1 − 3                        |
| Afrika Cup-kwalificatie | 6               | 1              | 2      | 3             | 4 − 7                        |
| FIFA Arab Cup           | 1               | 1              | 0      | 0             | 2 − 0                        |
| Afrikaanse Spelen       | 2               | 1              | 1      | 0             | 1 − 0                        |
| Vriendschappelijk       | 29              | 12             | 9      | 8             | 30 − 27                      |
| Totaal                  | 46              | 17             | 14     | 15            | 47 − 43                      |

Wedstrijden bepaald door strafschoppen worden, in lijn met de FIFA, als een gelijkspel gerekend.

## Details

### 21ste ontmoeting
| Afrikaanse Spelen 1987 kwalificatie (Radès, Tunesië, 11 januari 1987): |       |                                       |
| Tunesië                                                                | 0 – 2 | Algerije                              |
|                                                                        | goals | 18' Lakhdar Belloumi 87' Djamel Menad |

### 22ste ontmoeting
| Afrika Cup 1988 kwalificatie (Algiers, Algerije, 27 maart 1987): |       |         |
| Algerije                                                         | 1 – 0 | Tunesië |
| Rabah Madjer 19' (pen.)                                          | goals |         |

### 23ste ontmoeting
| Afrika Cup 1988 kwalificatie (Tunis, Tunesië, 12 april 1987): |       |                  |
| Tunesië                                                       | 1 – 1 | Algerije         |
| Abdel Rakbaoui 31'                                            | goals | 38' Djamel Menad |

### 41ste ontmoeting
| Afrika Cup 2017 (Franceville, Gabon, 19 januari 2017): |       |                                              |
| Algerije                                               | 1 – 2 | Tunesië                                      |
| Sofiane Hanni 90'                                      | goals | 50' (e.d.) Aïssa Mandi 66' (pen.) Naïm Sliti |